# صوفين
صوفين أو خربة صوفين؛ هي قرية فلسطينية قديمة يعود تاريخها إلى العهد الروماني، تقع على تلة بسيطة الارتفاع في الجهة الشرقية من مدينة قلقيلية في الضفة الغربية وتحديدًا عند مدخل المدينة الشرقي، وتُعد من أبرز المعالم التاريخية والأثرية في محافظة قلقيلية، وأقيمت فوق أراضي القرية عام 1989 مستوطنة تسوفيم الإسرائيلية والتي حملت اسمها، وأصبحت القرية حيًا في مدينة قلقيلية بعد أن امتد إليها العمران حديثًا من المدينة، لتصبح اليوم جزءًا من المدينة.

## تاريخ
يعود تاريخ قرية صوفين إلى العهد الروماني، لِتُعد اليوم بذلك من أبرز المعالم الأثرية والتاريخية في محافظة قلقيلية.
بعد حرب النكبة عام 1948 أقام الجيش الأردني في صوفين نقطة عسكرية له، وفي 10 أكتوبر 1956 شهدت قرية صوفين معركة قتالية بين الفلسطينيين والجيش الأردني من جانب وبين الجيش الإسرائيلي من جانب آخر عقب مجزرة قلقيلية، وقد قُتل خلال المعركة جنود أردنيين وإسرائيليين، فقتل في صوفين ضابطان إسرائيليان كبيران قبل أن ينسحب الإسرائيليين من قلقيلية وصوفين في ذلك اليوم.
وفي حرب النكسة عام 1967 اندلعت معركة قتالية بين الجيش الأردني والجيش الإسرائيلي في صوفين، وفور انتصار إسرائيل في المعركة وسيطرتها على مدينة قلقيلية فقد أقامت إسرائيل في صوفين نصبًا تذكاريًا لجنودها القتلى بمعركة صوفين، إلا أن السُكان الفلسطينيين قاموا لاحقًا بهدمه.

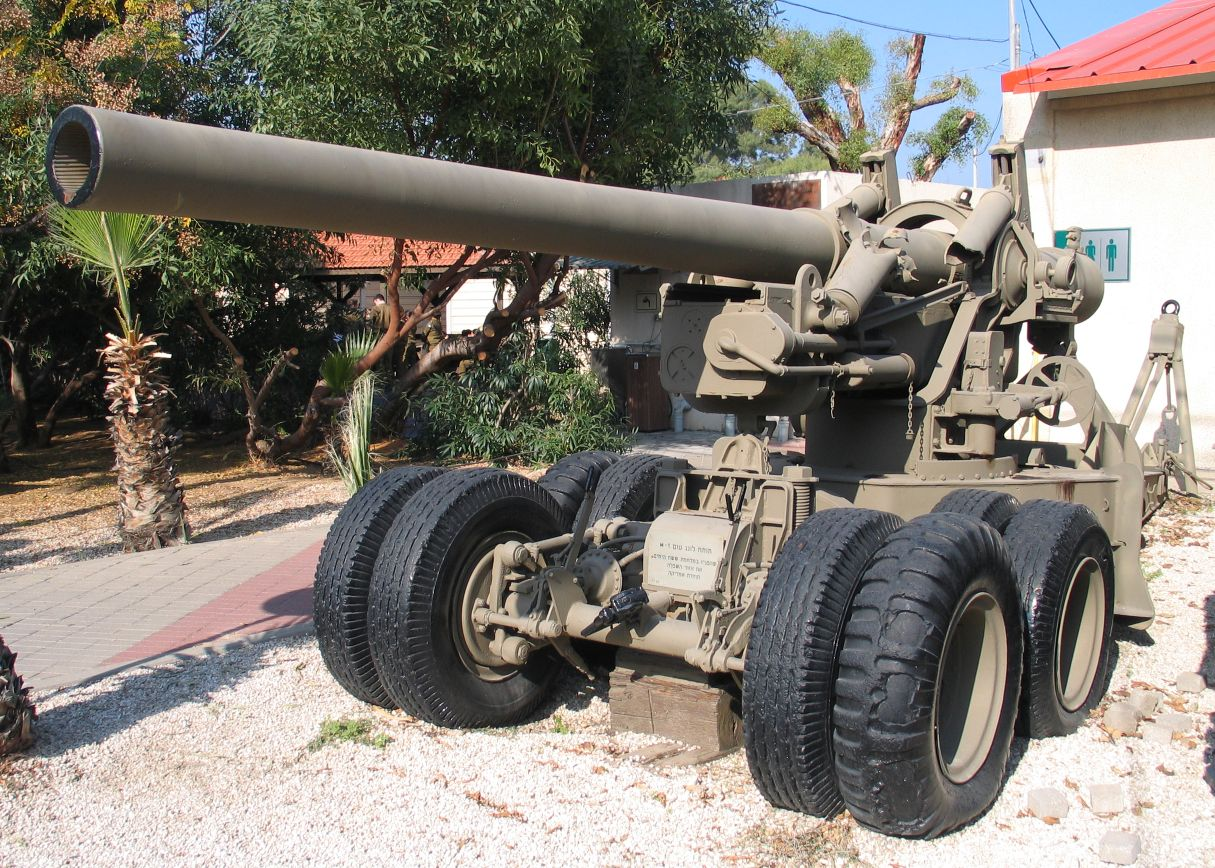
مدفع للجيش الأردني استولت عليه إسرائيل من صوفين في حرب النكسة عام 1967 ووضعته في متحف تاريخ الجيش الإسرائيلي [الإنجليزية] في تل أبيب.

في عام 1989 أقامت إسرائيل مستوطنة تسوفيم الإسرائيلية فوق أراضي قرية صوفين، إذ حملت المستوطنة اسم القرية بشكلٍ مُحرف قليلًا، وقد بلغ عدد سكان المستوطنة الإسرائيليين في عام 2020 حوالي 2,400 نسمة.

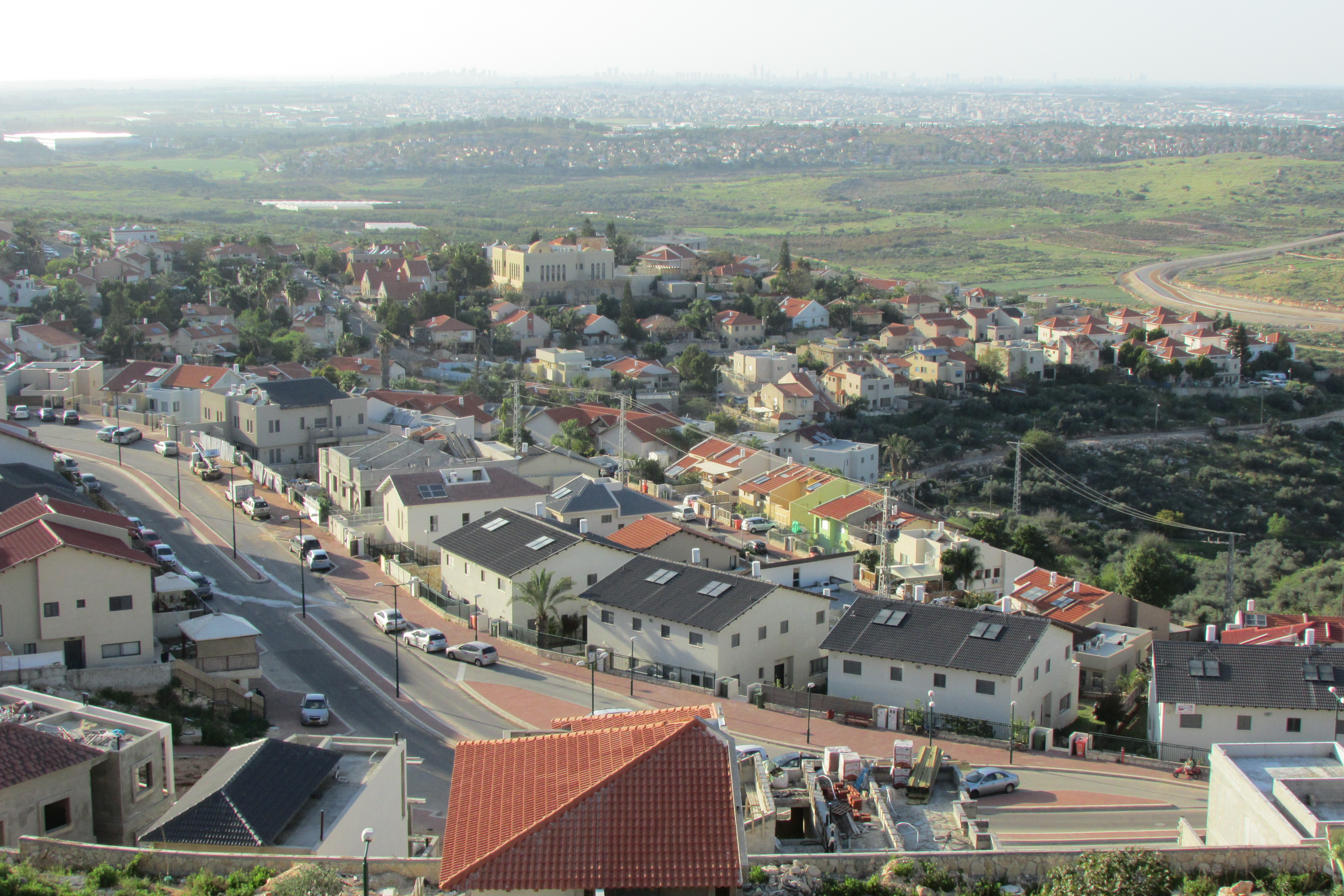
مستوطنة تسوفيم عام 2016.

## نظرة من الداخل
تضم صوفين عدة معالم ومنشئات من أبرزها مسجد محمد الفاتح، كما تضم حديقة للأطفال، وبئر للمياه تملكه بلدية قلقيلية، ومدرسة.
في فبراير 2023 وقعت الحكومة الفلسطينية اتفاقية لتأهيل وتعبيد "طريق صوفين - قلقيلية" الالتفافي بطول يبلغ حوالي 2.2 كم وبتمويلٍ من المصرف العربي للتنمية الاقتصادية في إفريقيا.

مسجد محمد الفاتح في صوفين عام 2011.
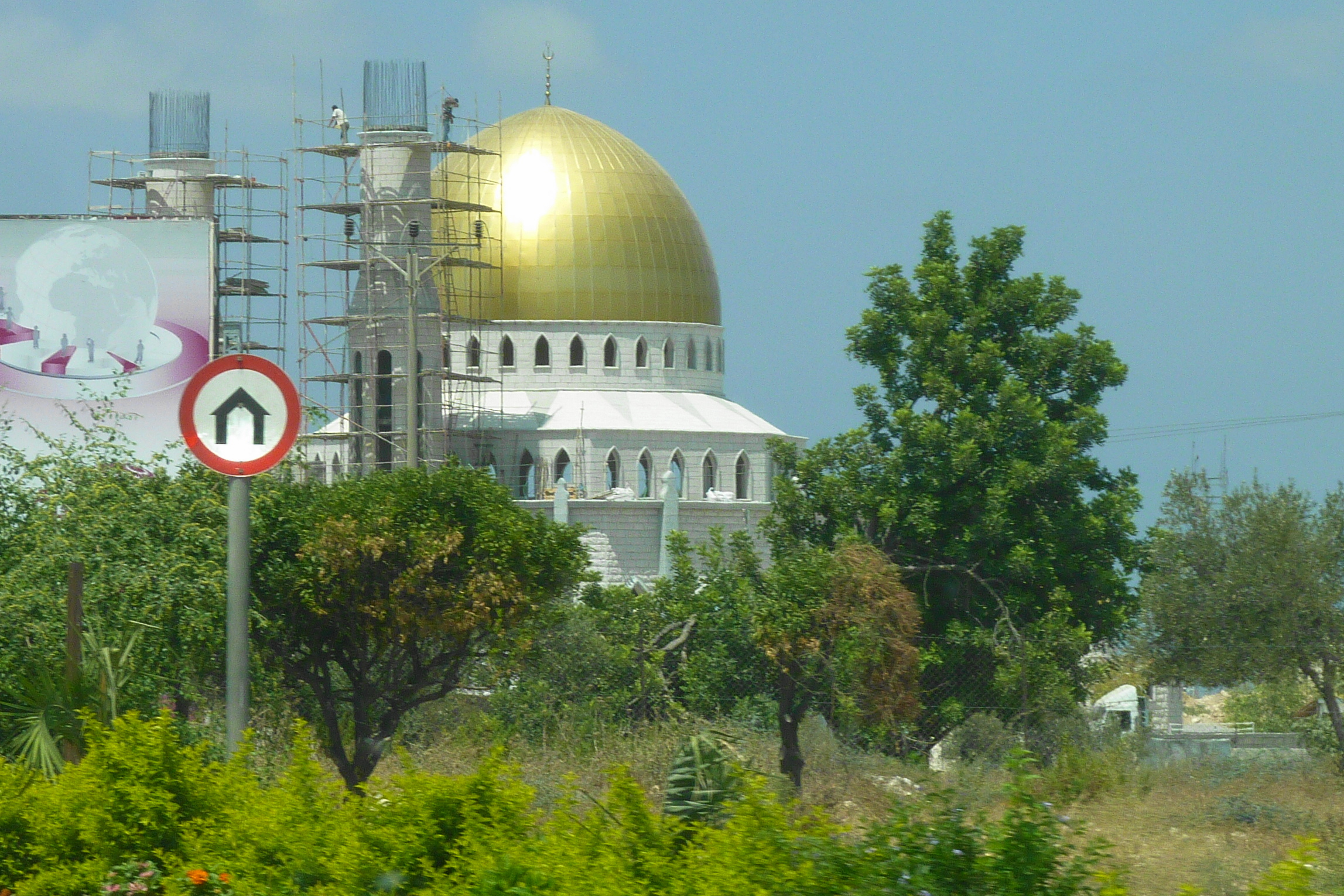
مسجد محمد الفاتح قيد الإنشاء عام 2010.